# Episodi di Arcane (seconda stagione)
La seconda e ultima stagione della serie animata Arcane, composta da 9 episodi, è stata pubblicata dal servizio di video on demand Netflix, in tutti i territori in cui il servizio è disponibile. La stagione è suddivisa in tre atti, rispettivamente pubblicate il 9, 16 e 23 novembre 2024.
| nº     | Titolo originale                      | Titolo italiano                       | Pubblicazione USA | Pubblicazione Italia |
| Atto 1 | Atto 1                                | Atto 1                                | Atto 1            | Atto 1               |
| ------ | ------------------------------------- | ------------------------------------- | ----------------- | -------------------- |
| 1      | Heavy Is The Crown                    | Una corona pesante                    | 9 novembre 2024   | 9 novembre 2024      |
| 2      | Watch It All Burn                     | Guardiamo il mondo bruciare           | 9 novembre 2024   | 9 novembre 2024      |
| 3      | Finally Got The Name Right            | Finalmente il nome giusto             | 9 novembre 2024   | 9 novembre 2024      |
| Atto 2 |                                       |                                       |                   |                      |
| 4      | Paint the Town Blue                   | Dipingi la città di blu               | 16 novembre 2024  | 16 novembre 2024     |
| 5      | Blisters and Bedrock                  | Vesciche e roccia                     | 16 novembre 2024  | 16 novembre 2024     |
| 6      | The Message Hidden Within the Pattern | Il messaggio nascosto nello schema    | 16 novembre 2024  | 16 novembre 2024     |
| Atto 3 |                                       |                                       |                   |                      |
| 7      | Pretend Like It's the First Time      | Facciamo finta che sia la prima volta | 23 novembre 2024  | 23 novembre 2024     |
| 8      | Killing Is a Cycle                    | Uccidere è un ciclo                   | 23 novembre 2024  | 23 novembre 2024     |
| 9      | The Dirt Under Your Nails             | La terra sotto le tue unghie          | 23 novembre 2024  | 23 novembre 2024     |

## Una corona pesante
- Titolo originale: Heavy Is The Crown
- Diretto da: Arnaud Delord, Bart Maunoury, Pascal Charrue, e Etienne Mattera
- Scritto da: Amanda Overton

### Trama
Dopo l'attacco di Jinx alla Consulta di Piltover, Jayce, Mel, Shoola e Salo riescono fortunatamente a sopravvivere, mentre Haskel, Bolbok e Cassandra Kiramman rimangono uccisi; Viktor, ferito mortalmente viene salvato da Jayce utilizzando l'Hexcore, ma entra in una sorta di animazione sospesa all'interno di un misterioso bozzolo. I consiglieri rimasti, istigati da Ambessa, decidono di invadere Zaun in ritorsione, sebbene Mel imponga di non usare armi alimentate ad Hextech nell'operazione. Dopo il funerale della madre, Caitlyn offre a Vi di unirsi ai Guardiani, ma quest'ultima rifiuta in quanto vede il corpo di polizia di Piltover come i responsabili della morte dei suoi genitori, tuttavia dopo aver saputo dalla giovane recluta Maddie Nolan che Caitlyn si è battuta per farle avere tale posizione la ragazza torna sui suoi passi e prende parte al memoriale in onore dei consiglieri caduti, contribuendo a proteggere la cittadinanza quando la Baronessa Chimica Renni attacca la cerimonia per vendicare il figlio ucciso da Jayce durante la sua retata alla fabbrica di Shimmer; L'attentato è completamente respinto solo grazie all'esercito di Ambessa mentre la stessa Renni viene uccisa dalla donna guerriera. Comprendendo che l'utilizzo di armi Hextech è inevitabile, Jayce inizia a costruirne di nuove, a partire da un fucile di precisione per Caitlyn che, promossa a comandante e assunta la guida della Casata Kiramman progetta di assaltare il territorio con una task force composta da Vi, Maddie e altri due agenti per smantellare lo Shimmer, sgominare gli ultimi fedeli di Silco e catturare Jinx. Parallelamente a tutto ciò, Singed sale in superficie e attacca un lupo a due teste con un gas velenoso.

## Guardiamo il mondo bruciare
- Titolo originale: Watch It All Burn
- Diretto da: Arnaud Delord, Bart Maunoury e Marietta Ren
- Scritto da: Nick Luddington

### Trama
Dopo la morte di Silco, Zaun sprofondata nell'anarchia e i tre Baroni Chimici rimanenti - Smeech, Chross e Margot - si danno guerra per ottenere la supremazia sulla città sotterranea ignorando le suppliche di Sevika per mantenere l'unità; Smeech arriva perfino a proporle di consegnare Jinx come rimedio per cessare le ostilità con la superficie, ma lei sdegnosamente rifiuta. Intanto la folle terrorista vaga senza scopo e "adotta" una ragazzina di nome Isha dopo averla soccorsa dai seguaci di Chross, di cui era schiava. Nel frattempo a Piltover, Viktor si risveglia dal suo coma con un nuovo corpo infuso di componenti meccaniche dall'Hexcore e, furioso con Jayce per aver infranto la promessa usando l'artefatto anziché distruggerlo, si separa da lui facendo ritorno alla città sotterranea, dove scopre di essere divenuto in grado di guarire le persone dipendenti dallo Shimmer e inizia a venire venerato da questi ultimi come una figura messianica. I Firelights cercano di fare il possibile per accogliere la sempre crescente esondazione di rifugiati in cerca d'asilo dai conflitti dei Baroni Chimici ma, dopo aver scoperto che l'albero che fornisce loro sostentamento sta iniziando a dare segni di decadimento, Ekko ed Heimerdinger si infiltrano all'Accademia in cerca di spiegazioni venendo scoperti da Jayce, con cui poi si mettono a discutere l'accaduto. Jinx riesce a sfuggire a un attacco della task force piltoviana al suo vecchio rifugio, apprendendo con orrore che la sorella è entrata a far parte dei Guardiani; una volta uscita viene però aggredita per strada da Smeech e dai suoi uomini, che riesce ad assassinare grazie all'aiuto inaspettato di Sevika, cui fornisce un nuovo braccio meccanico, confidandole l'intenzione di "finire ciò che resta della sua famiglia". Singed conduce intanto degli esperimenti sugli organi del lupo bicefalo precedentemente abbattuto.
- Note: la musica suonata dal braccio meccanico di Sevika è "Get Jinxed!" di Agnete Kjølsrud, brano tematico di Jinx; inoltre la frase in codice inventata da Heimerdinger fa riferimento al "Rovobestia" creatura della giungla di League of Legends mentre, durante la sequenza in cui Viktor visita il sottosuolo, vengono mostrati dei murales raffiguranti Janna.

## Finalmente il nome giusto
- Titolo originale: Finally Got the Name Right
- Diretto da: Arnaud Delord, Bart Maunoury e Christelle Abgrall
- Scritto da: Henry Jones

### Trama
Riversando nei vicoli un gas tossico in passato arginato grazie ai condotti costruiti dalla sua famiglia, Caitlyn avanza inesorabilmente con la sua task force smantellando sempre più le fabbriche di droga rimaste di Silco, fino a scoprire dall'ex-contabile di Smeech, consegnatosi spontaneamente, che Jinx intende far esplodere proprio il sistema di ventilazione per rilasciare il gas su Piltover; preoccupata dalla crescente furia vendicativa della sua ragazza, Vi la supplica di non lasciarsi cambiare dall'ira e le due suggellano la promessa con un bacio. Nel frattempo la cabala noxiana nota come "Rosa Nera" rapisce Mel ed Elora dopo aver fallito l'intento di assassinare Ambessa con una sicaria, mentre Jayce, Ekko ed Heimerdinger si recano nel cuore dell'Hextech, l'Hex Vault, per investigare le recenti anomalie riscontrate sull'albero e dovute alle "rune selvatiche", conseguenza diretta dell'abuso dell'arcane, rendendosi conto che una di esse sta infettando il sistema idrico di Zaun. La loro presenza al suo interno scatena inoltre una strana reazione nel reattore, che si anima e li intrappola provocando potenti glitch in tutto l'Hextech circostante. Vi e Caitlyn hanno fatto intanto risalire il resto della task force in superficie per la loro sicurezza e nei bassifondi di Zaun ingaggiano una durissima battaglia con Jinx e Sevika all'interno di un templio di Janna. Nonostante il loro combattimento sia complicato dai glitch dell’Hex Vault, riescono ad avere la meglio e neutralizzare la terrorista amputandole il dito medio della mano sinistra, ma prima che Caitlyn possa darle il colpo di grazia, Isha si interpone costringendo Vi a fermare il proiettile, cosa che permette la reazione di Sevika, la fuga di Jinx e l'esplosione delle ventole di aerazione con conseguente rilascio del gas tossico sotterraneo in tutta Piltover. Furiosa, Caitlyn colpevolizza Vi e torna in superficie senza di lei venendo, a seguito di un consiglio straordinario voluto da Ambessa per dichiarare la legge marziale, insignita - seppur riluttante - della carica di capo dell'esercito. Contemporaneamente Singed ultima l'ibrido tra umano e lupo creato dai suoi esperimenti.
- Note: nel corso dell'episodio Heimerdinger cita due delle battute della sua controparte videoludica: "Oh, il mio strumento!" quando gli cade una chiave inglese e "Inconcepibile!" giunto davanti al reattore Hextech.

## Dipingi la città di blu
- Titolo originale: Paint the town blue
- Diretto da: Arnaud Delord, Bart Maunoury e Marietta Ren
- Scritto da: Graham McNeill

### Trama
Diverso tempo dopo la dichiarazione della legge marziale, le forze di Piltover spalleggiate dall'esercito noxiano di Ambessa occupano Zaun dando origine a una serie di tumulti sia da parte dei Firelights che dai Jinxer, gruppi rivoltosi che idolatrano Jinx la quale, tuttavia, dopo lo scontro con la sorella, si è ritirata nel suo nascondiglio con Isha, che tenta invano di convincerla a tornare in azione assieme a Sevika. Nel frattempo Caitlyn ha iniziato una relazione con Maddie e, turbata dal prolungamento dell'occupazione, comincia ad avere attriti con Ambessa, che dopo aver fatto torturare un rivoltoso dal suo braccio destro, scopre di un imminente ritrovo clandestino organizzato da Sevika ed ordina ai suoi uomini di reprimerlo con la violenza arrestando quasi tutti i partecipanti, inclusi Isha e Singed. Il chimico però, prima di farsi catturare, si taglia deliberatamente il palmo della mano per permettere al suo uomo lupo di risvegliarsi e rintracciarlo seguendo la sua scia di sangue. Intanto Sevika, sfuggita all'arresto, informa Jinx della cattura di Isha, convincendola a fare irruzione nella prigione di Stillwater per liberare i detenuti poco prima che il luogo venga attaccato proprio dall'uomo lupo, che riesce a sopraffare sia i soldati di Ambessa, che i Guardiani e perfino Jinx sebbene, anziché ucciderla, nel vederla abbia un momento di lucidità e la chiami "Powder", portando la stessa a riconoscerlo come Vander.
- Note: la frase di Jinx "ho voglia di dare fastidio a qualcuno" è una delle esclamazioni tipiche del personaggio nel videogioco, mentre Warwick che rintraccia Singed dal sangue della ferita aperta è un riferimento all'abilità della sua controparte videoludica di inseguire i Campioni con meno del 50% di vita rimanente.

## Vesciche e roccia
- Titolo originale: Blisters and Bedrock
- Diretto da: Arnaud Delord e Bart Maunoury
- Scritto da: Kristina Felske e Giovanna Sarquis

### Trama
Dopo aver scoperto che Vander è vivo, Jinx rintraccia Vi, che dopo la lite con Caitlyn è sprofondata nell'alcolismo dandosi ai combattimenti clandestini, chiedendole di aiutarla a rintracciarlo. Nel frattempo Mel, che ha visto la sua amica ed assistente Elora venire assassinata dalla Rosa Nera, si risveglia in una prigione chiamata Oculorun, dove incontra il fratello Kino, il quale le spiega che il motivo della loro cattura è un figlio illegittimo avuto dalla madre e desiderato dalla cabala noxiana; la ragazza capisce però che il fratello non è altro che un'illusione e tenta di sfuggire alla prigionia della Rosa Nera scatenando i propri poteri magici latenti. Ambessa convince Singed a consegnarle la sua creatura, mentre Caitlyn deduce la vera identità del chimico: Corin Reveck, un geniale alchimista espulso dall'Accademia di Piltover che ha creato lo Shimmer a seguito di vari esperimenti nel tentativo di curare sua figlia Orianna, comatosa a causa di una malattia terminale. Parallelamente a tutto ciò, nonostante qualche dissapore, Jinx e Vi riescono a collaborare rintracciando Vander nelle miniere abbandonate e questi, seppur inizialmente in stato ferale, riesce a riconoscere le figlie putative abbracciando sia loro che Isha. Dopo aver prelevato dei cristalli dall'Hex Vault per sdebitarsi con Viktor di avergli guarito l'invalidità provocatagli dall'attacco alla Consulta, Salo si imbatte in Jayce, liberato dalla prigionia della runa selvatica; dopo aver parlato con l'ex-socio Viktor grazie alla connessione mentale tra questi e il consigliere, Jayce scopre il suo intento di distribuire l'Hextech tra la gente di Zaun e, scosso da alcune visioni procurategli dall'arcane, uccide Salo per impedirlo.
- Note: durante il loro alterco nelle miniere, Jinx sbeffeggia Vi chiamandola "Mani Grasse" ("Fat Hands") insulto che le rivolge anche nel videogioco, dove viene però tradotto "Mani Cicciose".

## Il messaggio nascosto nello schema
- Titolo originale: The Message Hidden Within the Pattern
- Diretto da: Arnaud Delord e Bart Maunoury
- Scritto da: Alex Yee

### Trama
Dopo aver assistito remotamente all'omicidio di Salo per mano di Jayce, Viktor e la coscienza di Sky - che risiede nel suo subconscio grazie all'Hexcore - osservano affascinati il fenomeno delle rune selvatiche; intanto, Jinx, Vi e Isha trasportano Vander alla Comune edificata da Viktor nella speranza che questi possa guarirlo, scoprendo tuttavia che la coscienza dell'uomo è più intrecciata al lato bestiale di quanto inizialmente ipotizzato, ragione per la quale il processo di guarigione avrebbe richiesto più tempo e sforzo del normale. Pochi giorni dopo tuttavia, alla Comune si presentano anche Caitlyn, Ambessa, Singed e le truppe noxiane; dopo un fallimentare tentativo di mediazione da parte dell'alchimista con Viktor, determinato a ripristinare l'umanità di Vander, Vi lo riconosce e lo segue fino al campo noxiano venendo catturata e consegnata ad Ambessa da Caitlyn. In seguito, viene però svelato il doppio gioco della ragazza che, pentitasi delle sue decisioni, ha in realtà collaborato con Vi affinché questa mettesse fuori combattimento Ambessa mentre lei tramortiva Singed impedendogli di somministrare a Vander un siero che facesse predominare il suo lato bestiale. Contemporaneamente però, Jayce fa irruzione nella comune e uccide Viktor, provocando un'immediata reazione collaterale negativa in tutte le persone da lui curate, motivo per cui Vander cade preda di una furia irrefrenabile e compie una carneficina dei noxiani portando Isha a decidere di sacrificarsi facendosi esplodere con la creatura mentre Jinx, disperata, viene trascinata via da Vi e Caitlyn.

## Facciamo finta che sia la prima volta
- Titolo originale: Pretend Like It's the First Time
- Diretto da: Arnaud Delord e Bart Maunoury
- Scritto da: Amanda Overton

### Trama
L'anomalia della runa selvatica nell'Hex Vault trasporta Ekko in un universo parallelo positivo in cui l'Hextech non è mai stato scoperto, Powder è diventata la sua ragazza e lavora con lui nella bottega di Benzo, il padre putativo di Ekko, che è ancora vivo, così come Mylo, Claggor, Vander e Silco - rimasti in ottimi rapporti - Vi invece è morta nell'esplosione causata dal tentato furto nell'appartamento di Jayce. Poco dopo, il ragazzo si ricongiunge a Heimerdinger, giunto nello stesso universo approssimativamente tre anni prima e, determinato a fare ritorno al suo universo di origine, raccoglie i frammenti di cristalli Hextech per cercare di riprodurre l'anomalia, riuscendo, con l'aiuto di Powder e Heimerdinger, a costruire il "Motore-Zero", un dispositivo che permette di riavvolgere il tempo di quattro secondi. Quella stessa sera, dopo che Ekko e Powder hanno ballato assieme e condiviso un breve momento di intimità, Heimerdinger aumenta la potenza del dispositivo affinché rimandi il ragazzo nell'universo originario, al prezzo però di sacrificarsi e venire polverizzato dalle rune. Contemporaneamente Jayce viene trasportato in un universo negativo dove Piltover e Zaun sono state vaporizzate dall'Hextech e, dopo essere caduto in un crepaccio passandovi diverso tempo, riesce a fuggire incontrando l'unico sopravvissuto: il mago incappucciato che lo salvò da bambino; questi lo rimanda al suo universo d'origine dopo essersi fatto promettere che avrebbe fermato Viktor a tutti i costi. Nell'universo positivo, Powder mette il ciondolo donatole da Ekko in un cassetto assieme ai cristalli di arcane, che ha tenuto nascosti sin dal giorno del furto in cui è morta Vi.
- Note: nella scena iniziale, tra le mensole della bottega di Benzo, viene mostrata la maschera di Jhin.

## Uccidere è un ciclo
- Titolo originale: Killing Is a Cycle
- Diretto da: Arnaud Delord e Bart Maunoury
- Scritto da: Alex Yee e Amanda Overton

### Trama
Mel viene messa al corrente dalla strega dietro la Rosa Nera di essere ella stessa la figlia avuta da Ambessa fuori dal matrimonio e concepita come arma da impiegare nella sua storica faida alla magia, dopodiché la rimette in libertà affinché le consegni la madre. Intanto Jinx, devastata dalla morte di Isha, si è consegnata ai Guardiani, venendo imprigionata in attesa dell'esecuzione, sebbene Vi tenti di convincere Caitlyn che la sorella sia redimibile. Fatto ritorno a Piltover, Mel si ricongiunge con Jayce; i due vengono attaccati da Viktor, sopravvissuto trasferendo la propria coscienza nei suoi seguaci, che tenta di convincerli a cedergli gli Hexgate per unire tutta la città alla sua mente alveare ma, dopo che essi lo respingono, accetta di allearsi con l'esercito di Ambessa e invadere Piltover, consentendo a Singed di iniettare nelle sue spoglie il sangue di Vander - ormai ridotto a uno stato ferale - per alimentare la creazione di un nuovo corpo. Nella sua cella Jinx ha allucinazioni su Silco, che la ammonisce sull'impossibilità di interrompere un circolo d'odio, e viene successivamente fatta evadere da Vi, che però tramortisce e rinchiude al suo posto in quanto determinata a suicidarsi. Poco dopo, Caitlyn visita la cella rivelando a Vi di averla lasciata sguarnita proprio per permetterle di farla scappare; riconciliatesi, le due ragazze fanno sesso. Il giorno seguente, Jayce mette in allerta Piltover e Zaun, evacuandole con l'aiuto di Caitlyin, Vi e i Guardiani, mentre Mel tenta senza successo di scongiurare l'attacco parlando con Ambessa.

## La terra sotto le tue unghie
- Titolo originale: The Dirt Under Your Nails
- Diretto da: Arnaud Delord e Bart Maunoury
- Scritto da: Alex Yee e Christian Linke

### Trama
Ekko raggiunge Jinx prima che questa si faccia saltare in aria e la convince a desistere dal gesto. Le truppe noxiane guidate da Ambessa marciano intanto su Piltover, riuscendo a sopraffare i Guardiani grazie a Maddie, che si rivela una sua infiltrata; prima però che la signora della guerra possa giustiziare Caitlyn, Mel la soccorre affrontando la madre al fianco della Guardiana che, pur venendo ferita all'occhio, riesce a neutralizzare il campo anti-magia di Ambessa permettendo così a Mel di riuscire a ferirla mortalmente evocando la Rosa Nera, guadagnandosi il rispetto della madre in punto di morte. Jinx, Ekko i Firelights e gli zauniti sopraggiungono in aiuto delle truppe piltoviane, nel frattempo prese d'assalto dai seguaci-androidi di Viktor, che raggiunge l'Hexgate ingaggiando battaglia con Jayce, mentre Vi tiene a bada Vander con l'aiuto della sorella nella cupola gravitazionale.

Viktor raggiunge l'Hex Vault.

 Nel corso dello scontro, Ekko riesce a colpire Viktor con il "Motore-Zero", conferendo a Jayce il tempo per connettersi alla mente dell'amico e mostrargli che il mago che lo ha salvato da bambino e rimandato al suo universo è una versione futura di Viktor, pentitosi della devastazione provocata dalle sue azioni. Assieme, Jayce e Viktor usano dunque le rune per distruggere l'anomalia e scompaiono, disabilitando l'esercito di androidi mentre Jinx, per salvare Vi dall'irrimediabilmente inferocito Vander, si sacrifica facendo esplodere una granata. Tempo dopo, Mel ritorna a Noxus alla guida dell'esercito dei Medarda con un corvo a sei occhi che la sorveglia, Sevika entra a far parte della Consulta, Singed rianima sua figlia come androide, Vi e Caitlyn riflettono sul loro futuro assieme e un dirigibile si allontana dalla città, lasciando intendere che Jinx potrebbe essere sopravvissuta.